# 阿尔塔舒玛拉
阿尔塔舒玛拉（约公元前14世纪前后在位）（英語：Artashumara）胡里特人的米坦尼国王之一。承袭舒塔尔那二世之位，在位不久即为其兄图什拉塔所谋杀取代。由于其统治时间极为短暂，故其具体事迹阙如。